# Adrianus Johannes Maria Kanters

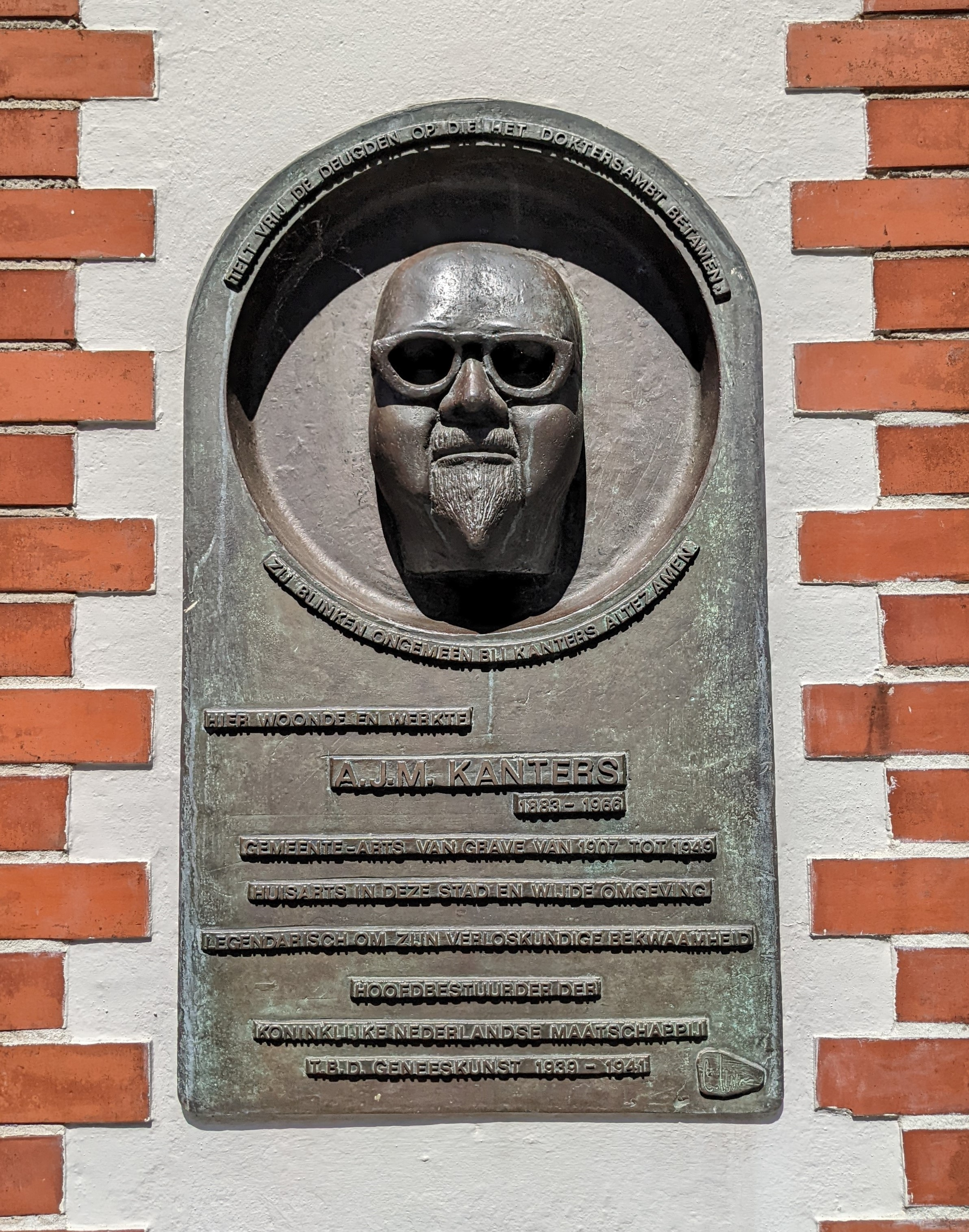
Plaquette voor Kanters aan de gevel van Klinkerstraat 21, Grave

Adrianus Johannes Maria Kanters (Dongen, 29 oktober 1883 – Grave, 31 maart 1966), was een Nederlands arts.

## Biografie
Kanters behaalde in februari 1907 op 23-jarige leeftijd zijn artsendiploma aan de Universiteit van Amsterdam en werd in juli van dat jaar arts in Grave. In die tijd deed een arts nog alles alleen, van operaties tot bevallingen; het ziekenhuis in Grave, Sint Catharina's Gasthuis, werd door hem ingericht. In november van dat jaar trouwde hij met Cornelia Maria Gezina Wolgast. Samen kregen ze twee zonen en een dochter.
In 1925 werd hij benoemd tot gemeentegeneesheer in Reek, als opvolger van dokter Filipsen. In deze functie was hij ook belast met vaccinatie, lijkschouw en armenpraktijk. Hij reed rond met een auto waarbij op de treeplank een fiets stond, zodat hij ook op moeilijk bereikbare plaatsen kon komen. 
Naast zijn functie als arts, bekleedde hij enkele bestuursfuncties. Onder meer was hij van 1939 tot december 1941 lid van het hoofdbestuur van de Maatschappij-Ziekenfonds Omstreken van Nijmegen. Verder had hij bestuursfuncties bij de Koninklijke Nederlandsche Maatschappij tot bevordering der Geneeskunst afdeling Nijmegen.
In 1947 werd hij benoemd tot Ridder in de Orde van de Nederlandse Leeuw en in 1949 ging hij met pensioen. In 1975 werd in Grave een nieuwbouwstraat naar hem vernoemd, de Dokter Kanterslaan. Opvallend detail is dat de dokter begraven ligt op de Algemene Begraafplaats Gemeente Grave, die naast in het verlengde van de naar hem vernoemde laan ligt.